# Bladsävstjärnarna (östra)
Bladsävstjärnarna (östra) är en sjö i Ovanåkers kommun i Hälsingland och ingår i Ljusnans huvudavrinningsområde.